# Hallgeir Brenden
Hallgeir Brenden (10. února 1929 Trysil – 21. září 2007 Lillehammer) byl norský lyžař a atlet. Na domácích ZOH 1952 vyhrál závod na 18 km a získal stříbro ve štafetě. Na ZOH 1956 zvítězil na trati 15 km, byl čtrnáctý na 50 km a čtvrtý ve štafetě. Na ZOH 1960 byl druhý ve štafetě, devátý na 30 km i 50 km a dvanáctý na 15 km. Na mistrovství světa v klasickém lyžování získal v letech 1954, 1958 a 1962 čtvrtá místa se štafetou. Vyhrál Holmenkollenský lyžařský festival v letech 1952, 1956 a 1963.
Byl také členem atletického klubu IK Tjalve a v letech 1953 a 1954 se stal mistrem Norska v běhu na 3000 metrů překážek. Získal cenu Egebergs Ærespris za sportovní všestrannost (1952), Holmenkollenskou medaili (1955) a Fearnleyovu cenu (1956). V roce 2002 byla před radnicí v Trysilu odhalena Brendenova socha, jejímž autorem je Skule Waksvik.